# Jordan McLaughlin
Jordan McLaughlin (Califórnia, 9 de abril de 1996) é um jogador norte-americano de basquete profissional que atualmente joga no Minnesota Timberwolves da National Basketball Association (NBA).
Ele jogou basquete universitário em USC.

## Carreira no ensino médio
McLaughlin é filho de Thomas McLaughlin, que jogou na liga secundária de beisebol, e tem uma irmã mais velha, Amber. Enquanto crescia, Jordan jogou beisebol e futebol americano, mas gravitou em torno do basquete.
McLaughlin estudou na Etiwanda High School em Rancho Cucamonga, Califórnia. Ele marcou 19 pontos no Chicago Elite Classic de 2013.
Ele se comprometeu com USC e rejeitou as ofertas de Kansas e da UCLA. O técnico da USC, Andy Enfield, fez dele uma prioridade de recrutamento depois de vê-lo em um jogo da AAU. McLaughlin já havia riscado a USC de sua lista depois de ver o ex-técnico Kevin O'Neill repreender um jogador machucado em um treino.

## Carreira universitária

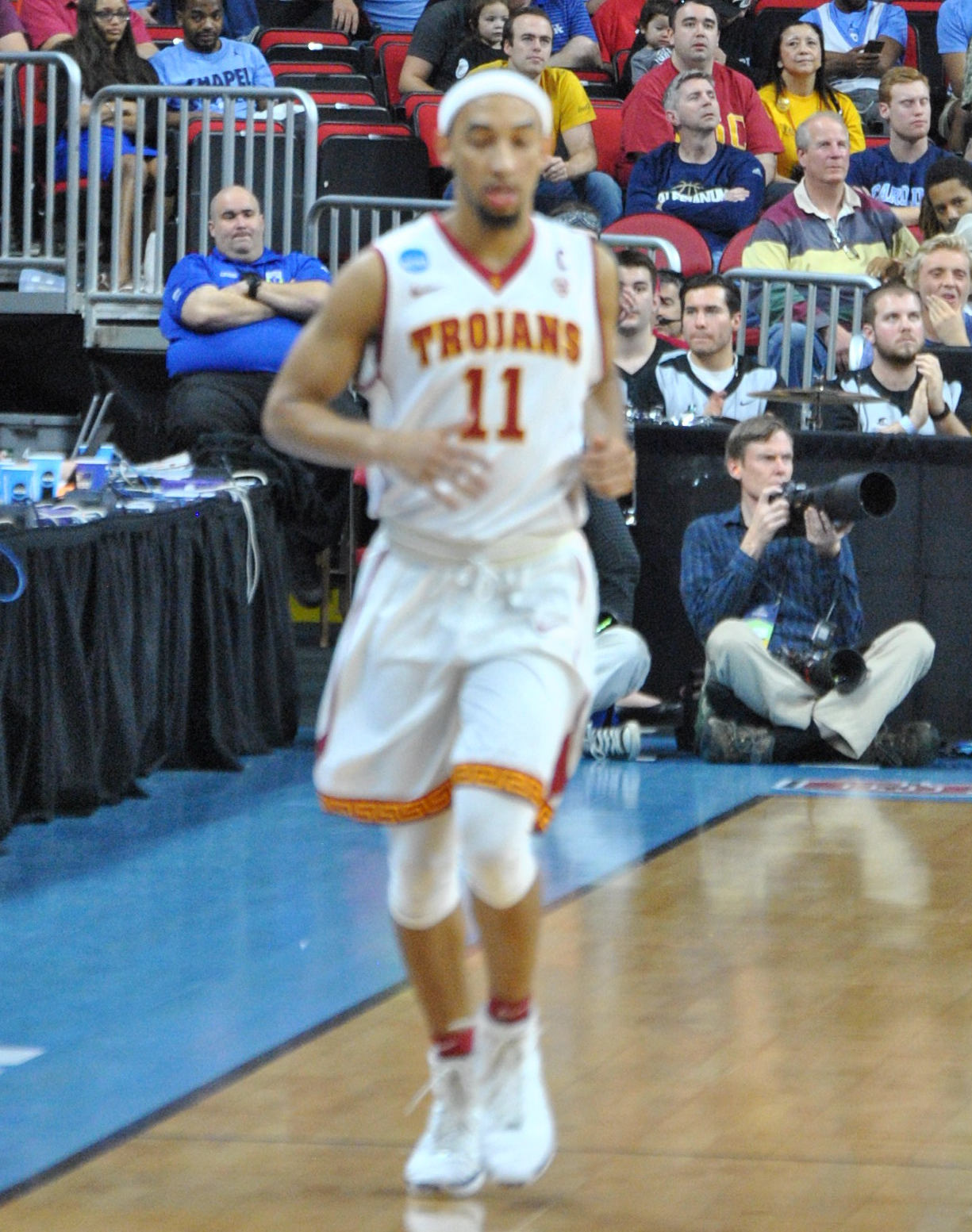
McLaughlin pela USC em 2016

Em sua temporada de calouro, ele teve médias de 12,1 pontos e 4,5 assistências, mas perdeu o final da temporada devido a uma lesão no ombro.
McLaughlin levou USC para o Torneio da NCAA em 2016 e teve média de 13,4 pontos, acertando 47% dos arremessos.
Ele liderou a equipe de volta ao Torneio da NCAA em 2017 com médias de 12,9 pontos, 3,6 rebotes e 5,5 assistências. 
Em seu último ano, McLaughlin teve médias de 12,8 pontos, 7,8 assistências, 3,7 rebotes e 2,0 roubos de bola em 35,3 minutos. Ele foi selecionado para a Primeira-Equipe da Pac-12. Suas assistências por jogo foi a terceira maior marca da Divisão I e McLaughlin foi o terceiro jogador da Pac-12 a registrar mais de 600 assistências e 1.600 pontos ao longo da carreira.

## Carreira profissional

### Long Island Nets (2018–2019)
Depois de não ter sido selecionado no draft de 2018 da NBA, McLaughlin assinou com o Brooklyn Nets para jogar na Summer League. Ele também foi convidado para o acampamento de treinamento. Na Summer League, ele registrou sete pontos e seis assistências na derrota de 90-76 para o Oklahoma City Thunder.
Ele foi dispensado pelo Nets em 11 de outubro mas foi contratado para fazer parte do campo de treinamento do afiliado dos Nets na G-League, Long Island Nets.

### Minnesota Timberwolves (2019–Presente)
Em 20 de julho de 2019, McLaughlin assinou um contrato bi-direcional com o Minnesota Timberwolves. Em 8 de fevereiro de 2020, ele registrou 24 pontos e 11 assistências contra o Los Angeles Clippers.
Em 15 de setembro de 2021, McLaughlin assinou um contrato de 3 anos e US$6.4 milhões com Minnesota.

## Estatísticas da carreira

### NBA

#### Temporada regular
| Ano      | Equipe    | PJ  | PT | MPJ  | AP   | 3P   | LL   | RT  | AS  | BR  | TO | PPJ |
| -------- | --------- | --- | -- | ---- | ---- | ---- | ---- | --- | --- | --- | -- | --- |
| 2019–20  | Minnesota | 30  | 2  | 19.7 | .489 | .382 | .667 | 1.6 | 4.2 | 1.1 | .1 | 7.6 |
| 2020–21  | Minnesota | 51  | 2  | 18.4 | .413 | .359 | .767 | 2.1 | 3.8 | 1.0 | .1 | 5.0 |
| 2021–22  | Minnesota | 62  | 3  | 14.5 | .440 | .318 | .750 | 1.5 | 2.9 | .9  | .2 | 3.8 |
| 2022–23  | Minnesota | 43  | 0  | 15.8 | .421 | .308 | .833 | 1.4 | 3.4 | .7  | .1 | 3.7 |
| Carreira | Carreira  | 186 | 7  | 17.0 | .440 | .341 | .754 | 1.6 | 3.5 | .9  | .1 | 5.0 |

#### Playoffs
| Year     | Team      | GP | GS | MPG  | FG%  | 3P%  | FT%  | RPG | APG | SPG | BPG | PPG |
| -------- | --------- | -- | -- | ---- | ---- | ---- | ---- | --- | --- | --- | --- | --- |
| 2022     | Minnesota | 5  | 0  | 16.6 | .706 | .571 | .750 | 2.4 | 3.4 | 1.0 | .0  | 6.2 |
| 2023     | Minnesota | 2  | 0  | 7.1  | .000 | .000 | –    | 1.0 | 1.0 | .0  | .0  | .0  |
| Carreira | Carreira  | 7  | 0  | 11.8 | .353 | .285 | .750 | 1.7 | 2.2 | .5  | .0  | 3.1 |

### G-League
| Ano      | Equipe      | PJ | PT | MPJ  | AP   | 3P   | LL   | RT  | AS  | BR  | TO | PPJ  |
| -------- | ----------- | -- | -- | ---- | ---- | ---- | ---- | --- | --- | --- | -- | ---- |
| 2018-19  | Long Island | 39 | 16 | 29.1 | .425 | .335 | .786 | 3.2 | 4.6 | 1.6 | .2 | 15.0 |
| 2019-20  | Iowa        | 23 | 23 | 31.4 | .500 | .349 | .750 | 4.5 | 6.3 | 2.3 | .3 | 16.6 |
| Carreira | Carreira    | 62 | 39 | 30.2 | .462 | .341 | .768 | 3.8 | 5.4 | 1.9 | .2 | 15.8 |

### Universitário
| Ano      | Equipe   | PJ  | PT  | MPJ  | AP   | 3P   | LL   | RT  | AS  | BR  | TO | PPJ  |
| -------- | -------- | --- | --- | ---- | ---- | ---- | ---- | --- | --- | --- | -- | ---- |
| 2014-15  | USC      | 22  | 21  | 31.6 | .352 | .272 | .652 | 3.0 | 4.5 | 1.5 | .2 | 12.1 |
| 2015-16  | USC      | 34  | 34  | 32.4 | .471 | .424 | .738 | 3.8 | 4.7 | 1.6 | .1 | 13.4 |
| 2016-17  | USC      | 36  | 36  | 34.1 | .459 | .402 | .798 | 3.6 | 5.5 | 1.5 | .1 | 12.9 |
| 2017-18  | USC      | 36  | 36  | 35.3 | .449 | .397 | .746 | 3.7 | 7.8 | 2.0 | .2 | 12.8 |
| Carreira | Carreira | 128 | 127 | 33.3 | .432 | .373 | .733 | 3.5 | 5.6 | 1.6 | .1 | 12.8 |

Fonte: